# La Parva
La Parva – ośrodek narciarski w Chile położony na wschód od Santiago na wysokości 2750 m n.p.m. w Andach. Jest położony blisko ośrodków El Colorado i Valle Nevado. Na stokach tych ośrodków rozgrywany jest Puchar Ameryki Południowej w narciarstwie alpejskim.